# Lokomotiva 184
Lokomotiva řady 184 je jednosystémová elektrická lokomotiva určená pro těžkou nákladní vozbu. Řada vychází z lokomotiv řady 163, ze které převzala většinu komponentů. Tovární označení je Škoda 93E. Lokomotivy se měly stát plánovanou náhradou starších šestinápravových lokomotiv řad 181 a 182, kterým již na sklonku 80. let končila ekonomická životnost. Přes velmi pokrokové technické řešení byly vyrobeny pouze čtyři stroje, které jsou provozovány na tzv. Kadaňsko-tušimické dráze v Podkrušnohoří. Díky nerealizovaným dodávkám řady 184 zůstávají v provozu i starší šestinápravové stroje do současnosti.

## Historie
Vývoj těchto lokomotiv zadaly tehdejší ČSD Škodě Plzeň již v roce 1988. Stroje měly ve verzi 164 nahradit rychlíkové lokomotivy řady 150, ve verzi 184 pak starší nákladní lokomotivy řad 181 a 182. V porevolučním období však ČD kvůli změněné situaci od zakázky odstoupily, a tak první byly dva prototypy vyrobeny až v roce 1994 pro Doly Nástup Tušimice, které se v témže roce staly součástí akciové společnosti Severočeské doly. Lokomotiva 184.502 byla z výroby vybavena převodem na maximální rychlost 155 km/h, se kterým byla zkoušena na ŽZO Velim. V roce 1996 byl převod sjednocen s prvním prototypem na 95 km/h. Poté si Severočeské doly objednaly ještě dva sériové stroje, které byly dodány v roce 1999. Kvůli zjednodušení při údržbě a provozu byly následně první dvě lokomotivy upraveny na provedení shodné s novějšími. Přestože SD uvažovaly o nákupu dalších lokomotiv, kvůli jejich vysoké ceně k tomu nakonec nedošlo a až do vyrobení lokomotiv řady 380 v roce 2008 nejvýkonnější lokomotiva z plzeňské Škody zůstala v pouhých čtyřech exemplářích. Po ukončení zkušebního provozu v roce 2000 byla řada 184 schválena jako typ a je proto připuštěna k provozu i na síti Správy železnic.[nenalezeno v uvedeném zdroji] Dnes lokomotivy patří nástupnické společnosti firmy DNT, kterou je SD – Kolejová doprava. Udržovány jsou v jejím depu v Tušimicích.

## Technika

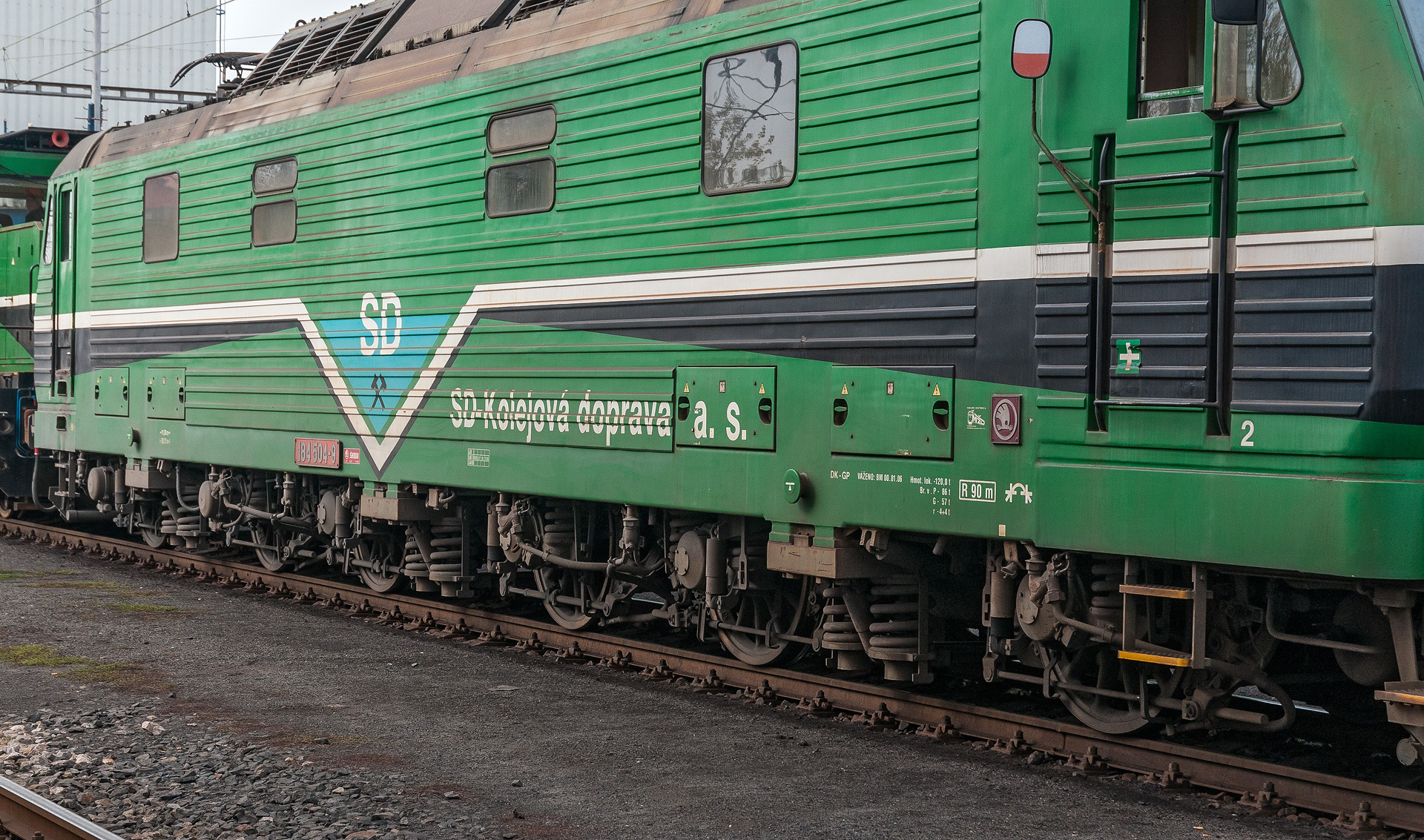
Záběr pojezdu řady 184 se třemi podvozky

Vzhledem k požadavku maximální unifikace s řadou 163 nedošlo k použití nejmodernějších technologií. Byly použity klasické stejnosměrné motory, regulace výkonu je provedena GTO tyristory. Neobvyklé je provedení podvozku v uspořádání Bo´ Bo´ Bo´, kdy prostřední podvozek je stranově posuvný. Díky použití tohoto řešení se stala řada 184 mezi českými lokomotivami ojedinělou. Cílem tohoto provedení je omezení opotřebovávání kolejnic oproti lokomotivám s dvěma třínápravovými podvozky a zároveň zklidnění chodu lokomotivy ve vyšších rychlostech. Lokomotiva je vybavena mikroprocesorovým řízením, umožňuje jízdu v manuálním režimu nebo v režimu automatické regulace rychlosti. Stanoviště strojvedoucího jsou vybavena klimatizační jednotkou, taktéž převzatou z řady 163. Byly také použity některé díly z řady 169 (což se odrazilo např. v podobném designu skříně).

## Provoz
Od svého dodání jsou lokomotivy provozovány na Dolech Nástup Tušimice (dnes jedna z těžebních lokalit Severočeských dolů). Jejich hlavní prací je doprava ložených vlaků z drtírny uhlí Tušimice do Elektráren Prunéřov po tzv. Kadaňsko-tušimické dráze (KTD). Denně takto odvozí několik desítek tisíc tun suroviny. Také se příležitostně objevují na její větvi do Března, kam přivážejí vlaky pro další odběratele (elektrárny Mělník, Ledvice, Opatovice atd.), které odsud pokračují s lokomotivami jiných řad. Není bez zajímavosti, že proti lokomotivám řady 130, které jsou na KTD taktéž ve dvojicích provozovány, vynikají tyto stroje méně než poloviční spotřebou elektrické energie (při vyšším výkonu o 25 %), danou použitím moderních GTO tyristorů. Na směně obvykle slouží dvě lokomotivy řady 184 a dva páry řady 130, zbylé stroje fungují jako záložní. Od roku 2015 jsou lokomotivy po ujetí příslušného počtu kilometrů postupně přistavovány k hlavním opravám do ČMŽO Přerov; první opravenou lokomotivou se stala 184.503.[zdroj?]

## Galerie

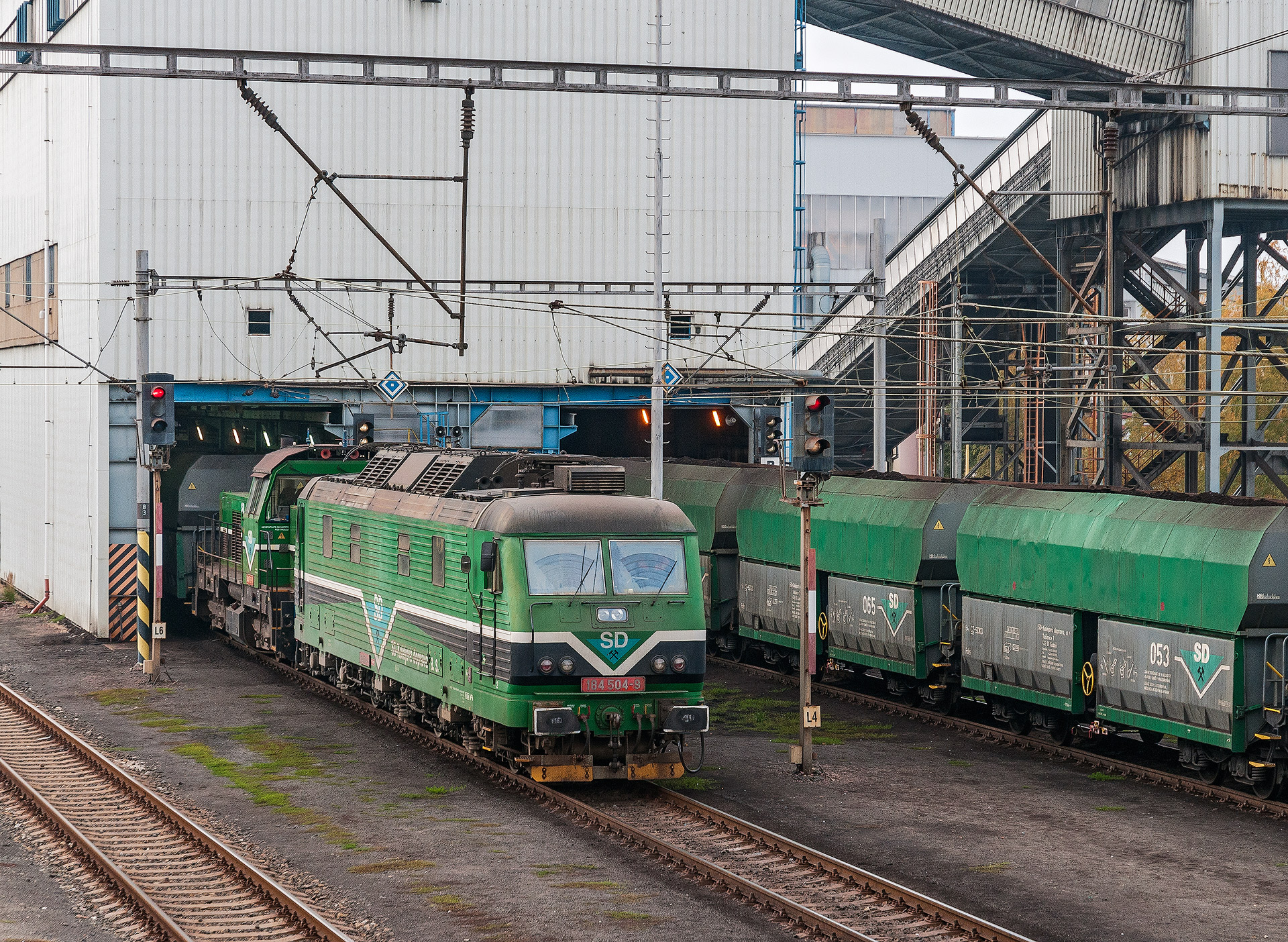
Lokomotiva 184.504 při nakládce soupravy
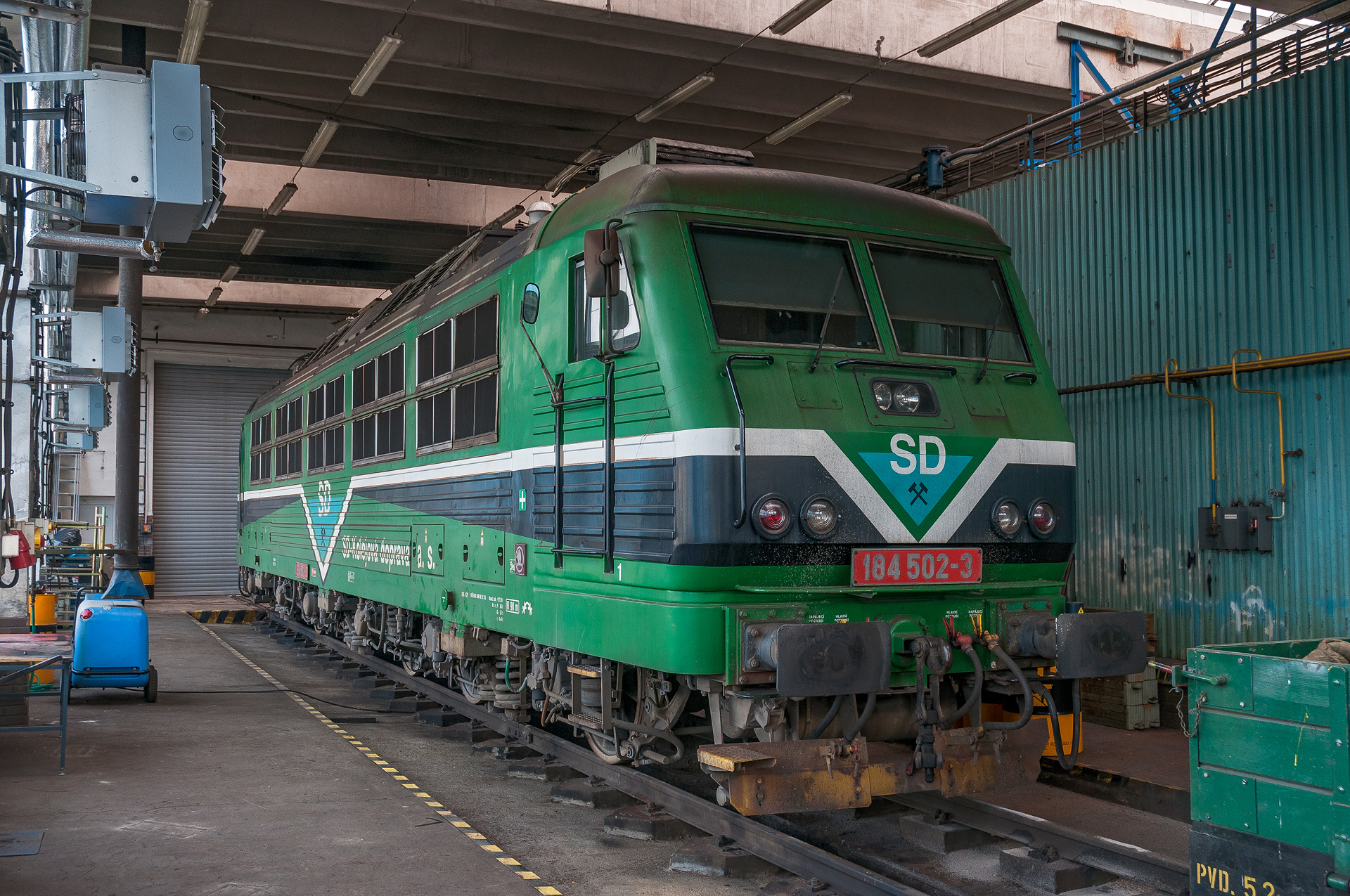
Lokomotiva 184.502 v domovském depu v Tušimicích
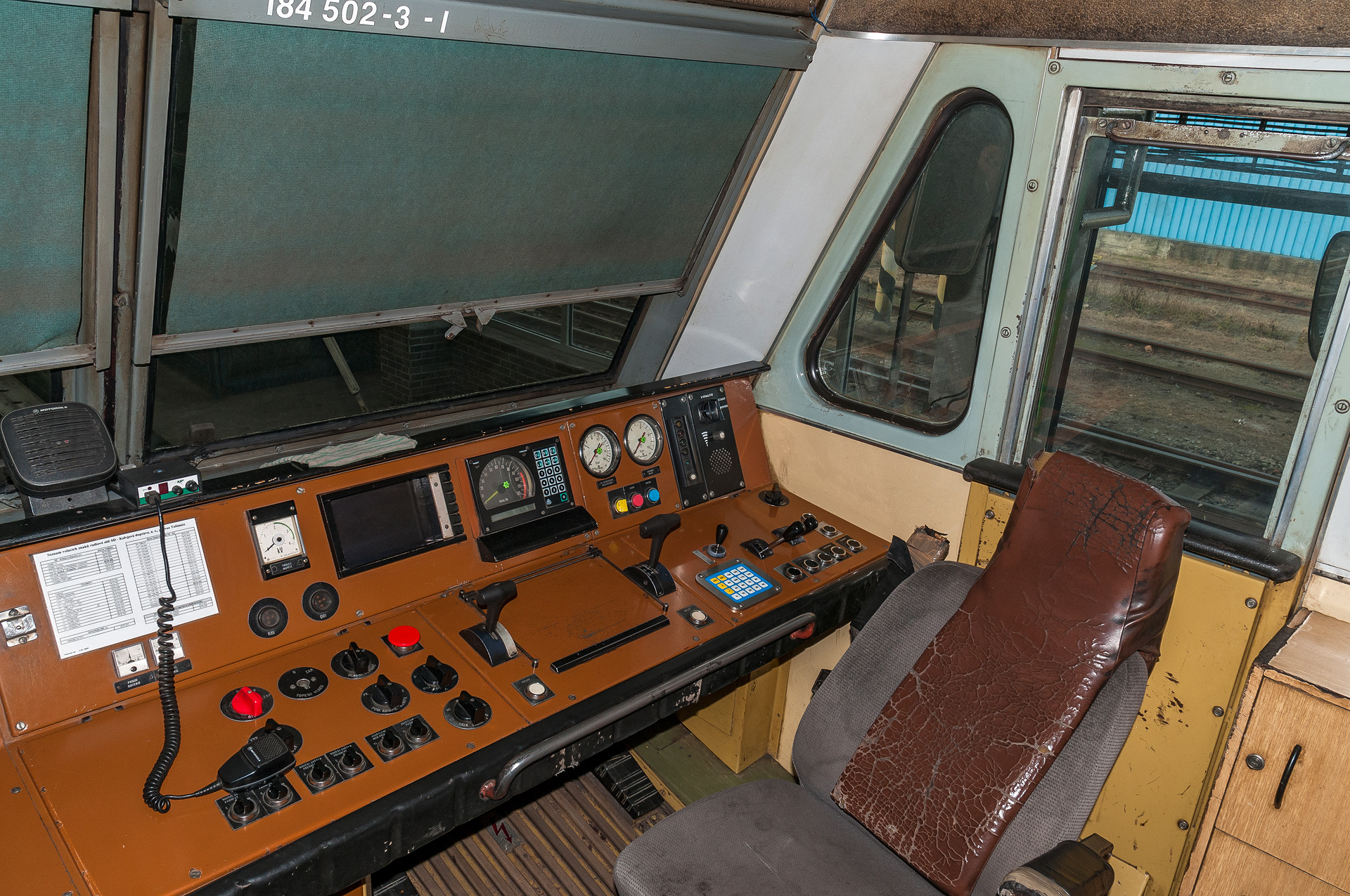
Stanoviště lokomotivy řady 184; patrná je vzájemná podobnost a unifikace s řadou 163
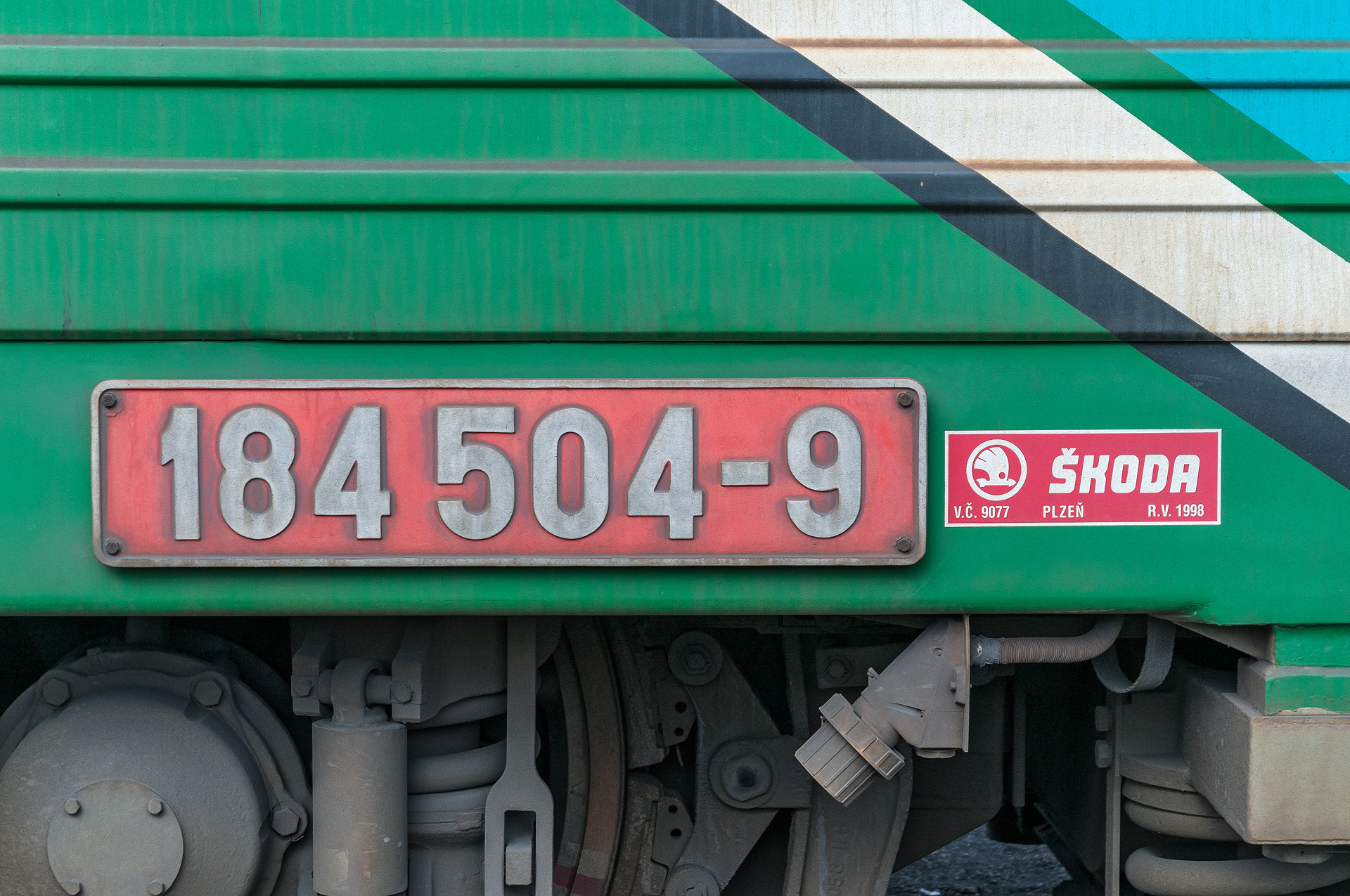
Detail tabulky s označením a výrobního štítku